# Carex serratodens
Carex serratodens är en halvgräsart som beskrevs av Sereno Watson. Carex serratodens ingår i släktet starrar, och familjen halvgräs. Inga underarter finns listade i Catalogue of Life.